# رومن پوئرتولاس
رومن پوئرتولاس (فرانسوی| Romain Puértolas)، نویسنده فرانسوی، زاده ۲۱ دسامبر ۱۹۷۵ در مون پلیه.

## زندگی‌نامه
رومن پوئرتولاس در خانواده‌ای نظامی در شهر مون‌پلیه زاده شده‌است. پدرش سرهنگ نیروی زمینی و مادرش استوار یکم بوده‌اند. او به واسطهٔ شغل آن‌ها در نوجوانی و جوانی بارها ناگزیر به اقامت در نقاط مختلف اروپا از جمله انگلستان و اسپانیا بوده‌است.
پوئرتولاس در حین اقامت در اسپانیا مدتی به تدریس زبان فرانسه پرداخت و همزمان در مقام مترجم شفاهی نیز کار کرده‌است. او همواره آرزو داشت کارآگاه شود و برای نیل به خواستهٔ خود، در کنکور نیروی پلیس شرکت کرد و با اینکه ستوان شد، نتوانست به آرزویش جامهٔ عمل بپوشاند. او چهار سال در ژاندارمری فرانسه خدمت کرده و بنابر تجربه‌ای که به دست آورده، امروز افزون بر نویسندگی، کارشناس مهاجرت‌های غیرقانونی نیز می‌باشد.
جابجایی‌ها و سفرهایش در جوانی و آشنایی او با پدیدهٔ مهاجران غیرقانونی، بخش عمده‌ای از مضامین رمان‌های او را تشکیل می‌دهد.

## آثار
«سفر شگفت‌انگیز مرتاضی که در جالباسی آیکیا گیر افتاده بود»، ترجمه ابوالفضل الله‌دادی، انتشارات ققنوس، ۱۳۹۶؛ ۲۹۶ ص.
«ناپلئون به جنگ داعش می‌رود»، ترجمه ابوالفضل الله‌دادی، انتشارات ققنوس، 1396؛ 448 ص.
«دخترکی که ابری به بزرگی برج ایفل را بلعیده بود»، ترجمه ابوالفضل الله‌دادی، انتشارات ققنوس، 1397؛ 279 ص.
«همهٔ تابستان بدون فیسبوک»، ترجمه ابوالفضل الله‌دادی، انتشارات ققنوس، 1397؛ 447 ص.
«پلیس گل‌ها، درخت‌ها و جنگل‌ها»، ترجمه ابوالفضل الله‌دادی، انتشارات ققنوس، 1399؛ 335 ص.
ترجمهٔ «سفر شگفت‌انگیز مرتاضی که در جالباسی آیکیا گیر افتاده بود» نامزد نهایی سومین دورهٔ جایزهٔ استاد ابوالحسن نجفی و کتاب سال جمهوری اسلامی در سال ۱۳۹۷ شده‌است.
از این رمان فیلمی با همین نام به کارگردانی «کن اسکات» ساخته شده‌است.